# Eucalyptus delegatensis
Espèce
Classification phylogénétique
Eucalyptus delegatensis est une espèce de plantes à fleurs de la famille des Myrtaceae. C'est un arbre des régions subalpines ou tempérées du sud-est de l'Australie.

## Description
Arbre au tronc droit sans lignotuber qui atteint une hauteur de plus de 60 mètres dans des conditions normales sans incendie.
L' écorce est fibreuse, moyennement fissurée sur le tronc dans la partie inférieure jusqu'à 10-30 m, puis lisse et blanche au-dessus, se desquamant en lambeaux
Originaire des zones montagneuses fraiches, aux sols profonds, entre 850 et 1 600 m du Victoria et de Nouvelle-Galles du Sud. Il nécessite une pluviométrie très élevée selon les normes australiennes - plus de 1 200 mm par an - et de la neige ou des gelées pendant les mois d'hiver pour lever la dormance des graines (stratification). Les feuilles adultes sont pétiolées au limbe lancéolé de 75-230 mm de long et 15-50 mm de large. Les inflorescences possèdent des ombelles de 7 à 15 fleurs. La floraison est abondante et mellifère,.
Il ne se reproduit que par graines. Bien que des incendies occasionnels n'aient pas de graves répercussions sur ses forêts, des incendies répétés dans la même zone peuvent le faire disparaitre, car il faut une vingtaine d'années pour que les semis arrivent à maturité sexuelle.

## Liste des espèces et sous-espèces
Selon Plants of the World Online il n' existe plus de sous-espèce.
la sous-espèce Eucalyptus delegatensis subsp. tasmaniensis Boland (1985) endémique de Tasmanie, se nomme maintenant Eucalyptus tasmaniensis (Boland) D.Nicolle (2022)

## Galerie d'images

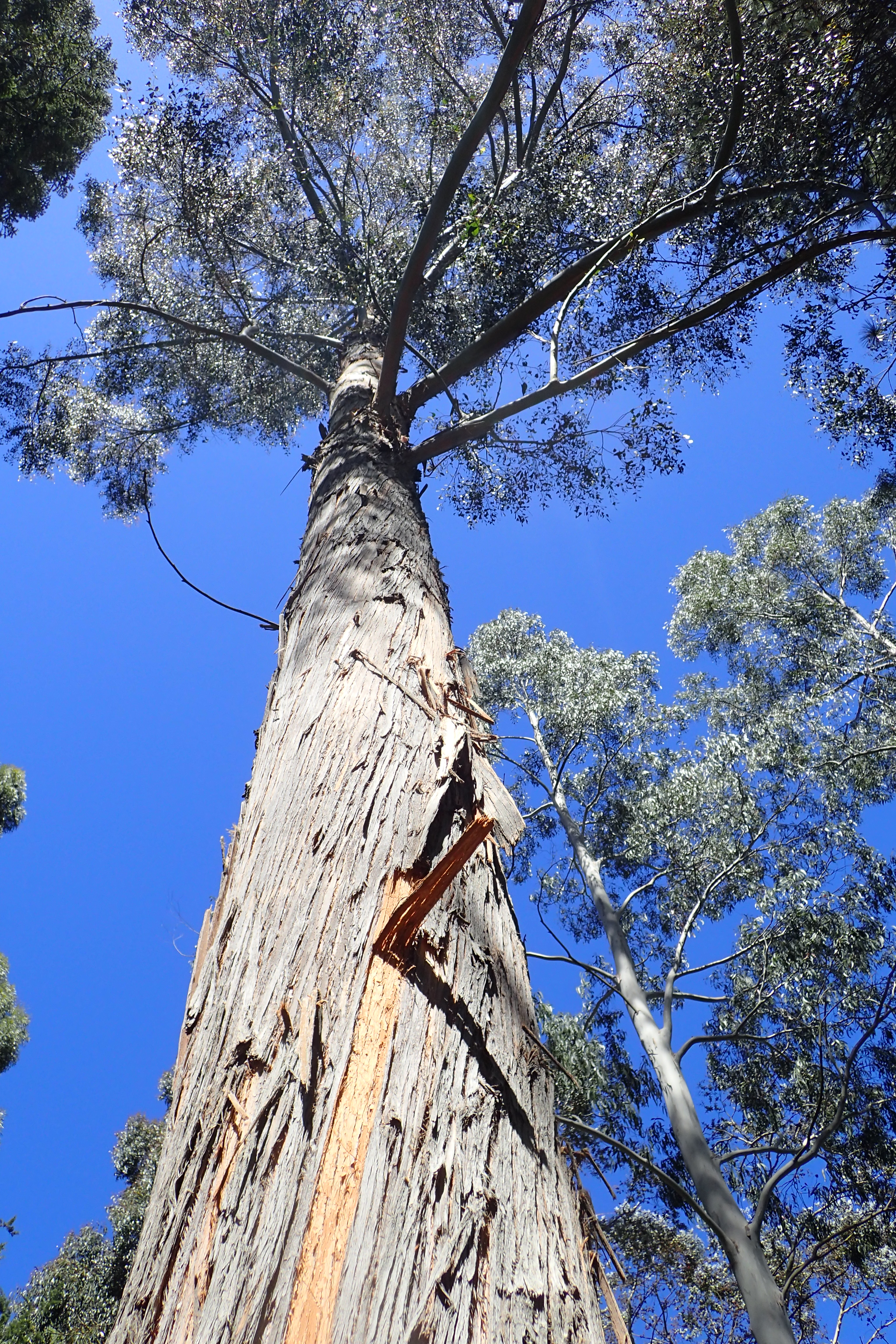
Eucalyptus delegatensis au Jardin botanique de Dunedin, Nouvelle-Zélande
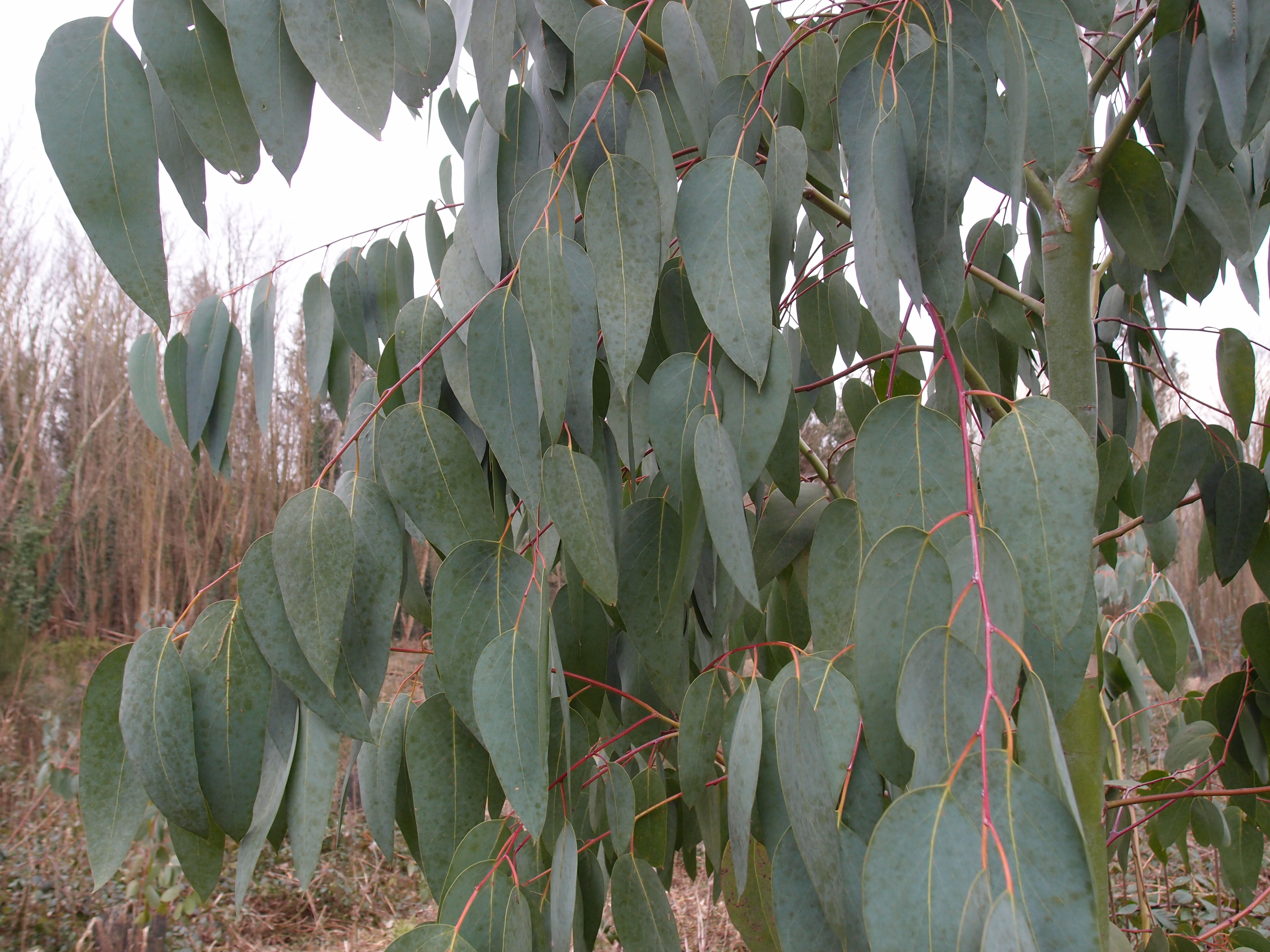
Feuillage d Eucalyptus delegatensis au jardin jungle
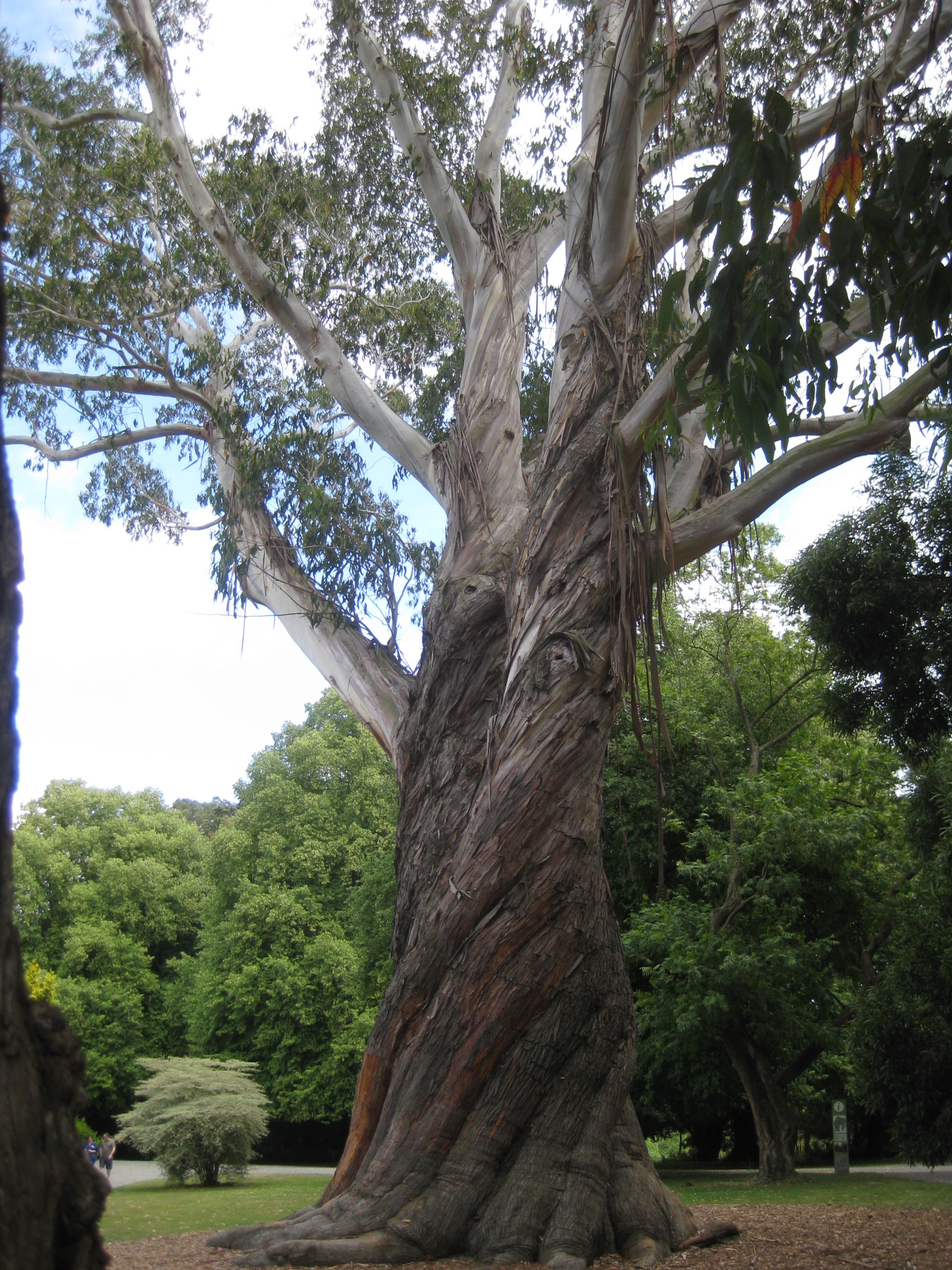
Eucalyptus delegatensis au jardin botanique de Christchurch
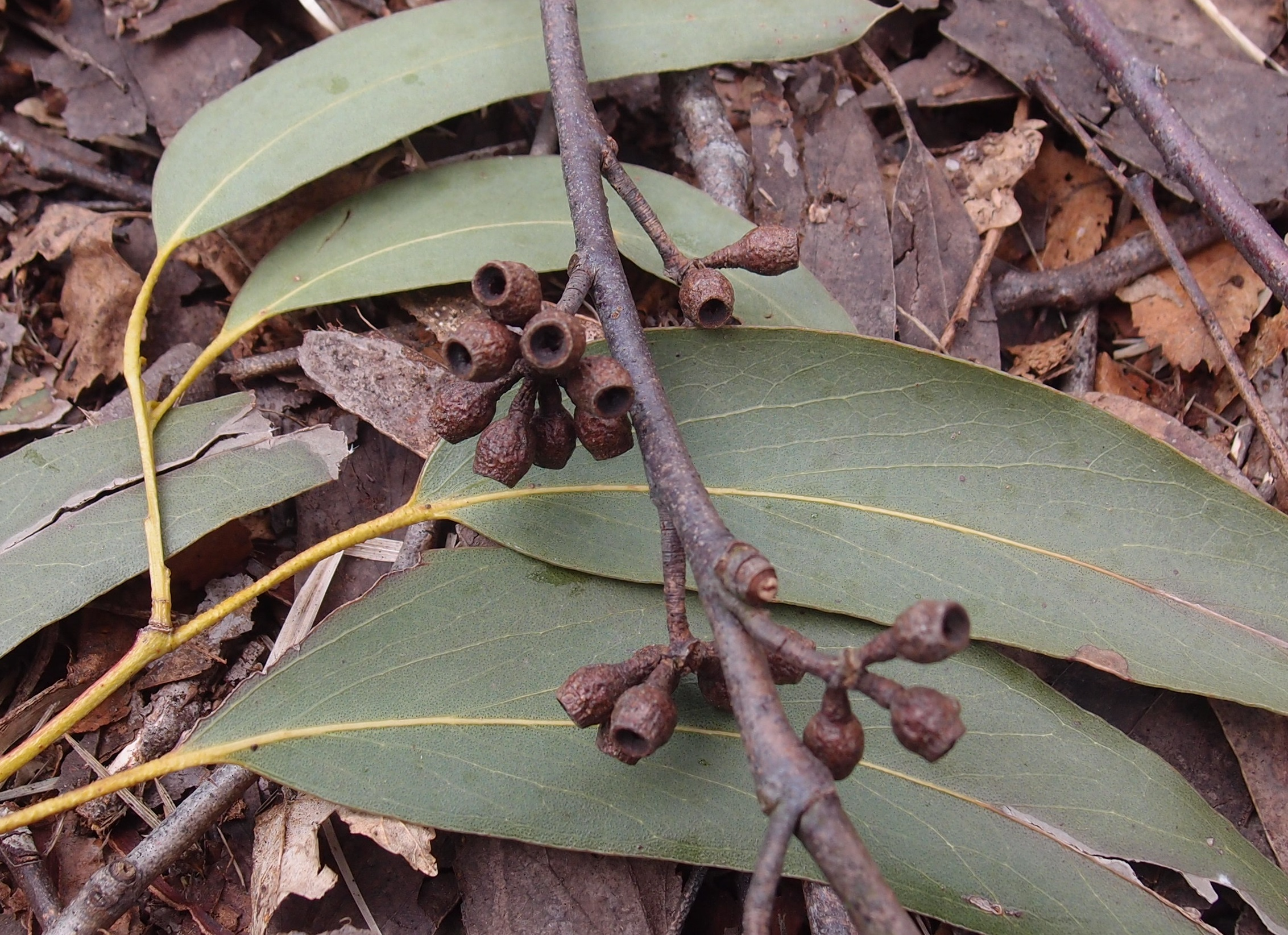
Fruit d Eucalyptus delegatensis au jardin jungle
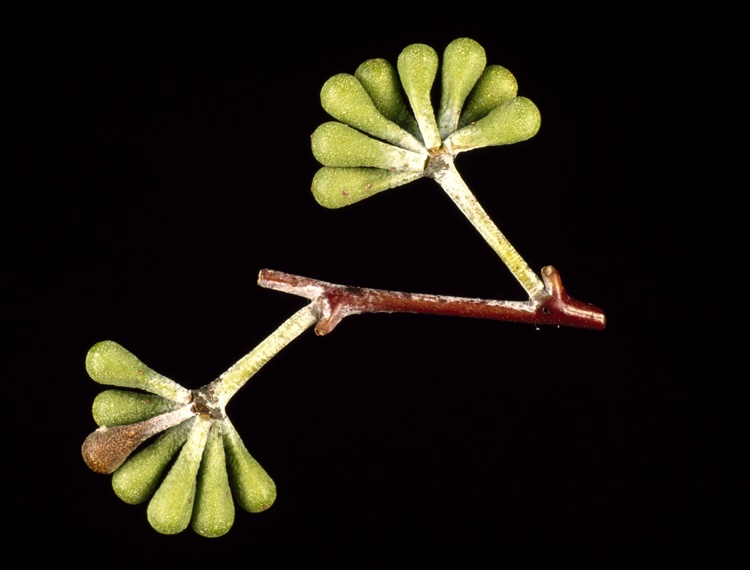
boutons floraux d' Eucalyptus delegatensis